# Nephodia dividua
Nephodia dividua là một loài bướm đêm trong họ Geometridae.